# Mária Novotná
Mária Novotná (Pozsony, 1931. április 26.) szlovák régészprofesszor.

## Élete
A Comenius Egyetem régészeti tanszékének előadója, végül professzora, majd a nagyszombati klasszika archeológia tanszék előadója. Az európai bronzkor kiemelkedő kutatója.
1956-tól a Csehszlovák Régészeti Társaság, szlovák szekciójának alapító tagja és első titkára volt.
Számos ásatást vezetett a poprádi múzeummal közösen.
Férje Bohuslav Novotný volt.

## Elismerései
- A Szlovák Tudományos Akadémia Régészeti Intézetének ezüstplakettje[1]
- A SzTA Régészeti Intézetének aranyplakettje
- A Comenius Egyetem Bölcsészettudományi Karának Arany medálja
- 2019 Nagyszombati Egyetem tiszteletbeli doktora[2]

## Művei
- 1955 Medené nástroje a problém najstaršej ťažby medi na Slovensku
- 1957 Nálezy medených sekier s jedným ostrím zo Slovenska
- 1970 Die Bronzehortfunde in der Slowakei. Bratislava
- 1970 Die Äxte und Beile in der Slowakei. München
- 1980 Die Nadeln in der Slowakei. München
- 1983 Minojská a mykénska civilizácia. Bratislava
- 1984 Etruskovia. Bratislava
- 1984 Halsringe und Diademe in der Slowakei. München
- 1991/1995 Skýti. Bratislava (tsz. B. Novotný)
- 1991 Popradská kotlina v dávnej minulosti (tsz. Bohuslav Novotný – Kovalčík, M. Richard)
- 1991 Die Bronzegefässe in der Slowakei. Stuttgart
- 1994 Svedectvá predkov. Martin
- 1994 Spišský hrad, Modrý Peter, Levoča
- 2001 Die Fibeln in der Slowakei. Stuttgart
- 2007 Dejiny a kultúra antického Grécka a Ríma (társszerző)
- 2013 Veľká Lomnica – Burchbrich urzeitliches Dorf unter den Hohen Tatra. Nitra (tsz. M. Soják)
- 2015 Nové hromadné nálezy z doby bronzovej z Moštenice. Slovenská archeológia LXIII/2. (tsz. Martin Kvietok)